# Semeno I Lupo da Vascónia
Semeno I Lupo foi um Duque da Vascónia de 812 a 816. O seu irmão mais velho, Sancho I Lopo, concedeu-lhe o poder após 12 anos de reinado.

## História

### Antes de sua ascensão ao poder
Desde a sua vitória na batalha de Roncesvales em 778, os Bascos e os Euscarienos da Vascónia tiveram consciência de seu poder e tenderam a preservar a sua autonomia. Semeno I Lopo é o filho de Lupo II.
Vascónia 
Os Bascos tinham subido ao poder após a morte de Lupo II, pai de Semeno I Lopo, um de seus filhos, Sancho I Lopo. Sancho reconheceu a soberania de Carlos Magno e tomou parte, contra o seu sentimento mas por fidelidade, à expedição organizada pelo rei da Aquitânia contra Barcelona, em 801.
Mas esse reconhecimento foi de curta duração, uma vez que, já em 802, Pamplona fez aliança com o Emirado de Córdova Aláqueme I. Os Bascos ficaram do lado dele contra Luís, o Pio, filho de Carlos Magno, e os que reconheciam a soberania deste. No ano de 806, as crônicas francas confirmam este reconhecimento, mas alguns anos após, os Bascos retornam ao domínio dos Francos.
A morte do basco Bergon, conde de Fezensac permite aos Francos escolher um deles, Liutardo, mas torna muito infelizes os Bascos, que se revoltaram contra o novo conde matando uma parte de seus homens, incluindo alguns pelo fogo. Luís, o Piedoso aplica a lei da retaliação na queima dos principais rebeldes na dieta de Toulouse.

### A Vascónia sob Semeno I Lopo
Os Bascos são novamente sujeitos à submissão de Luís, o Piedoso, e isto não parece satisfazê-los. Semeno I Lopo e os seus homens, os Euscarienos das duas vertentes dos Pirenéus, voltam às armas algum tempo depois e se rebelam contra os Francos. O "plaid" anual realizou-se em Toulouse, em 812, ocasião na qual Luís, o Piedoso, exige "que se castigue este espírito de rebelião". A assembleia decidiu por aclamação.
Uma nova expedição de Luís, o Piedoso, veio até Pamplona, passando por Dax e em seguida, pela difícil travessia dos Pirenéus. O seu objetivo era fortalecer a sua autoridade instável. De acordo com o seu biógrafo, Vita Hludovici Pii, na Vascónia transpirineia, Luís estava livre para exigir qualquer futilidade pública e particular.
Depois de ter ficado em Pamplona, Luís retornou à Aquitânia pela estrada de Roncesvales. Desta vez, tomando a precaução de, para não se repetir a derrota de 778, aproveitar como reféns mulheres e crianças bascas a quem somente libertaria ao chegarem em uma área segura, onde seu exército não fosse alvo de mais uma emboscada.
Em 814, quando Luís, o Piedoso, sucedeu Carlos Magno, a presença carolíngia, em todos os seus imensos territórios permaneceu frágil. A ausência de Luís, o Piedoso, na marca hispânica, na Septimânia, na Vascónia e até mesmo em Toulouse faz-se sentir. No entanto, com exceção, provavelmente, da Vascónia, a legitimidade carolíngia se enraizou.
Em 816, formou-se uma coligação de senhores cristãos contra os Muçulmanos da Espanha. Os dois exércitos se enfrentaram na batalha de Albedelcarim, que durou treze dias. O irmão mais velho, Sancho I Lopo, ex-duque da Vascónia, foi morto no curso desta batalha e seu irmão, Garcia Lopo, Conde de Dax. Garcia I Semeno tornou-se duque da Vascónia.